# Среден Атлантик (САЩ)
Средният Атлантик (на английски: The Mid-Atlantic) е регион в САЩ.
Средният Атлантик се състои от:
- Делауеър, щат
- Мериленд, щат
- Ню Джърси, щат
- Ню Йорк, щат
- Пенсилвания, щат
- Федерален окръг Колумбия